# 선전 대학
선전 대학(중국어 간체자: 深圳大学, 정체자: 深圳大學, 병음: Shēnzhèn Dàxué)은 중화인민공화국 광둥성 선전시의 공립 대학이다. 1983년에 설립되었다. 유에하이 캠퍼스와 리후 캠퍼스 두 곳을 운영하고 있다.

## 동문
- 마화텅 - 중국 기업가, 텐센트 창립자.

## 캠퍼스 사진

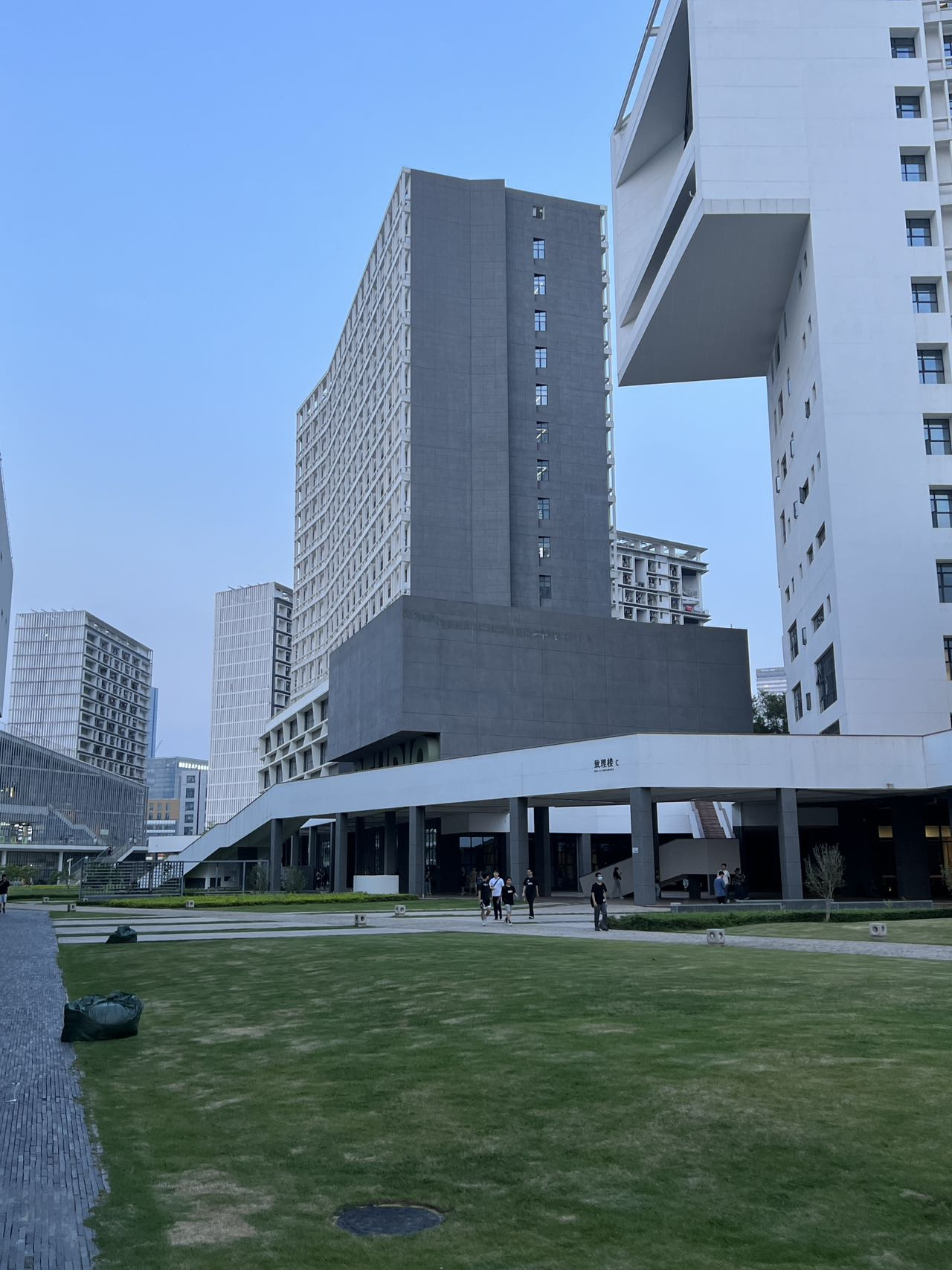
남쪽 지역
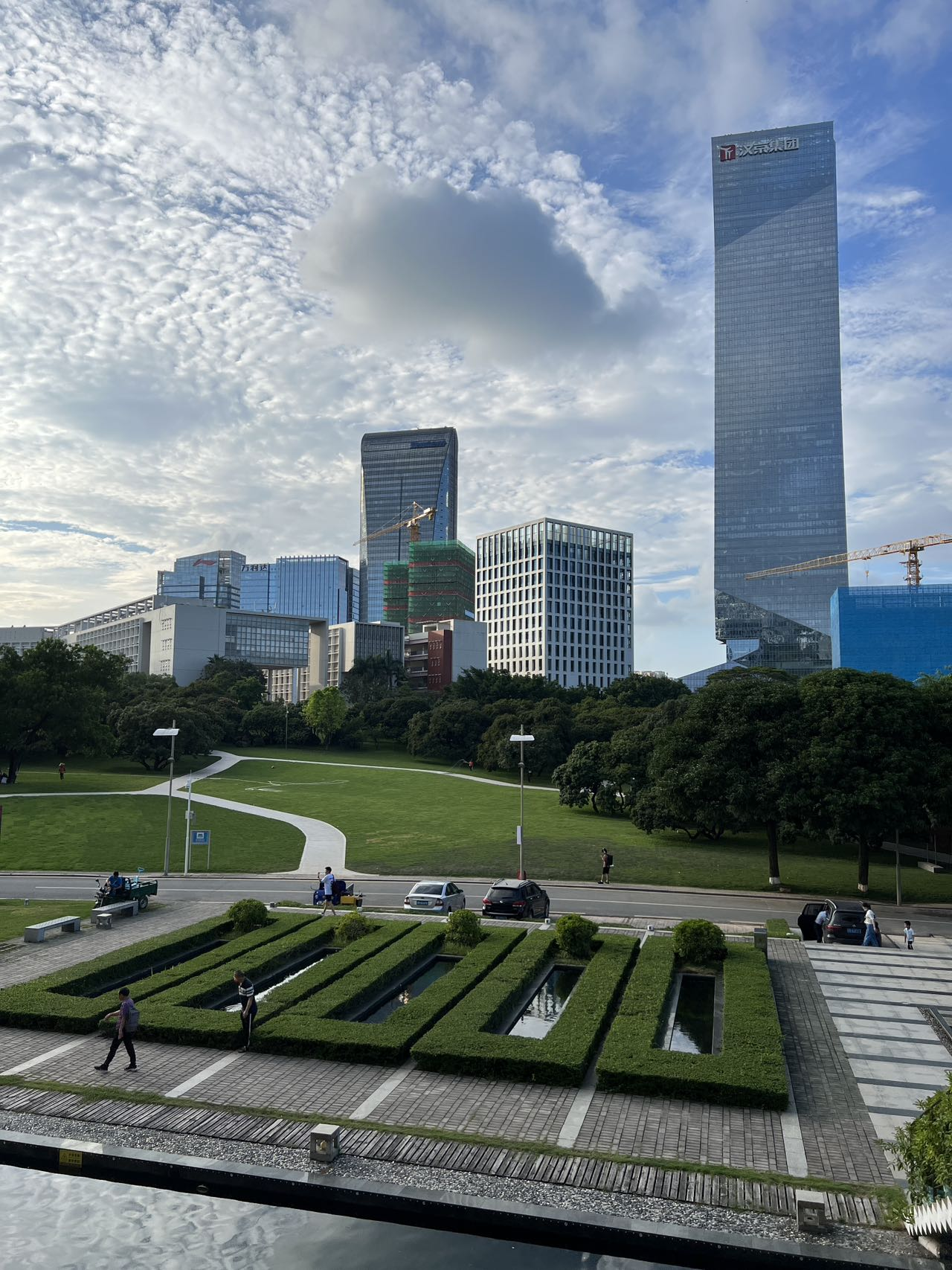
인문학 건물
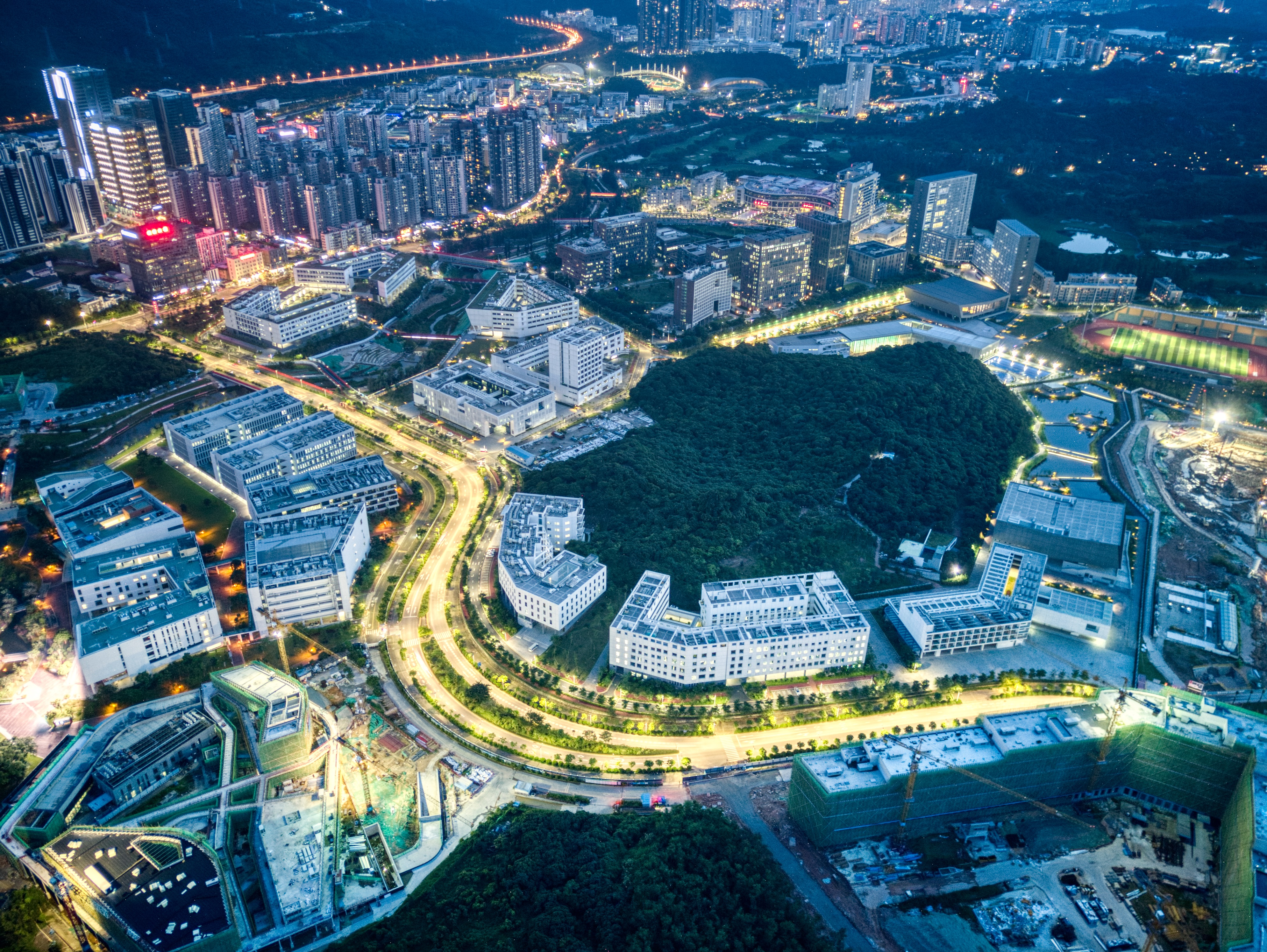
야경
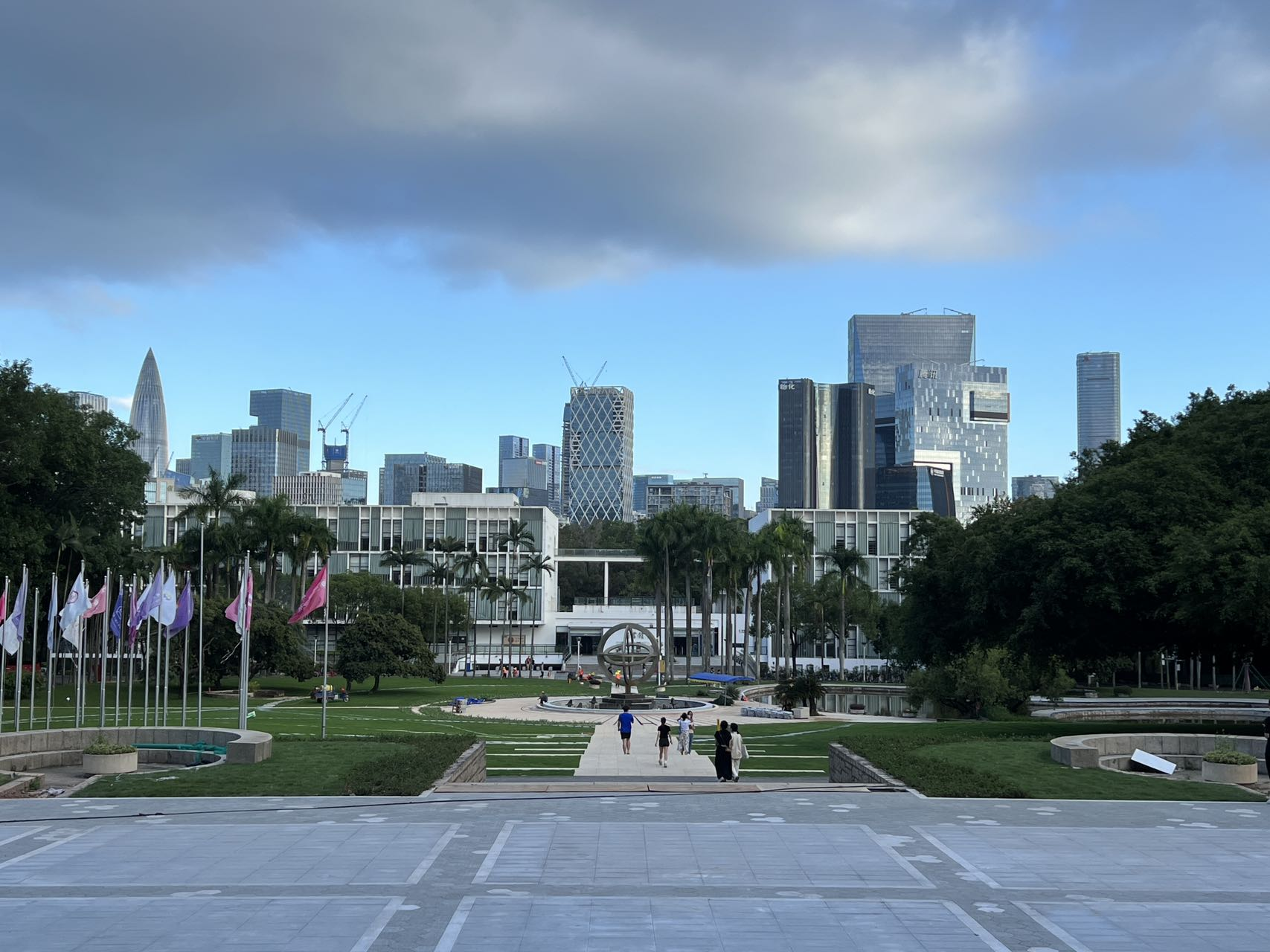
남부 도서관